# Archisenia sibirica
Archisenia sibirica is een eenoogkreeftjessoort uit de familie van de Pseudotachidiidae. De wetenschappelijke naam van de soort werd in 1898 voor het eerst geldig gepubliceerd door Georg Ossian Sars.